# Mary Agnes Donoghue
Mary Agnes Donoghue (New York, 26 marzo 1943) è una sceneggiatrice, regista, produttrice cinematografica e drammaturga statunitense.

## Biografia
La prima sceneggiatura scritta da Mary Agnes Donoghue è quella della commedia romantica La forza dell'amore, con Richard Dreyfuss e Susan Sarandon.
Nel 1985 scrive la sceneggiatura di Spiagge, interpretato da Bette Midler e Barbara Hershey e pubblicato nel 1988. Durante le riprese del film, il regista Garry Marshall chiede alla Donoghue di aggiungere "più zucchero" alla sceneggiatura, ma, quando lei si rifiuta, Marshall la licenzia e assume un team di scrittori comici per modificare la sceneggiatura. Dopo tre settimane, il capo dello studio legge la sceneggiatura e, poiché la considera pessima, quella della Donoghue viene reintegrata.
Nel 1991 scrive la sceneggiatura per il film La strada per il paradiso, basato sul film francese Innocenza e malizia del 1987. La strada per il paradiso segna il debutto alla regia della Donoghue. Nello stesso anno, scrive e produce Doppio inganno. Nel 2002 scrive la sceneggiatura di White Oleander. Il produttore John Wells arruola la Donoghue per adattare la pellicola dal romanzo omonimo di Janet Fitch. Wells vuole che la storia venga rappresentata sul grande schermo nel modo più completo possibile.
Nel 2003 scrive Veronica Guerin - Il prezzo del coraggio. Il film, interpretato da Cate Blanchett, è incentrato sulla vita della giornalista irlandese Veronica Guerin, assassinata nel 1996. La Donoghue considera il film come "una storia di coraggio personale".
Nel 2015 scrive, dirige e produce Jenny's Wedding, interpretato da Katherine Heigl e incentrato su una donna omosessuale che decide di sposare la sua compagna, causando così grossi problemi all'interno della sua famiglia convenzionale.

## Filmografia

### Sceneggiatrice
- La forza dell'amore (The Buddy System), regia di Glenn Jordan (1984)
- Spiagge (Beaches), regia di Garry Marshall (1988)
- La strada per il paradiso (Paradise) (1991)
- Doppio inganno  (Deceived), regia di Damian Harris (1991)
- White Oleander, regia di Peter Kosminsky (2002)
- Veronica Guerin - Il prezzo del coraggio (Veronica Guerin), regia di Joel Schumacher (2003)
- Jenny's Wedding (2015)

### Regista
- La strada per il paradiso (Paradise) (1991)
- Jenny's Wedding (2015)

### Produttrice
- Doppio inganno (Deceived), regia di Damian Harris (1991)
- Jenny's Wedding (2015)